# Cronologia da Revolução Chinesa
Esta é uma cronologia da Revolução Chinesa. Este período começa com a Revolução de Xinhai em 1911, e termina em 1 de outubro de 1949 com a proclamação da República Popular da China.

## 1905
- O médico Sun Yat-sen funda na cidade de Hong-Kong, o Kuomintang (Partido Nacionalista), de orientação republicana.

## 1911
- 10 de Outubro: inicia-se a insurreição conhecida como 
Revolta de Wuchang.
- Revolução de Xinhai: Os nacionalistas, liderados por Sun Yat-sen, derrubam a Dinastia Manchu.

## 1912
- Em 12 de Fevereiro, o último imperador, Puyi, abdica definitivamente.

## 1913
- Em Cantão constitui-se um novo governo com base nos "três princípios" de Sun: o nacionalismo, a democracia e o aumento dos padrões de vida da população.

- O segundo governo em Pequim dirigido por Yuan Shikai, toma o poder com o apoio do exército.

## 1915-1916
- De dezembro de 1915 a março de 1916, Yuan Shikai ostenta título de Imperador, mas é obrigado a abandonar o trono devido à forte oposição; conserva o cargo de presidente até sua morte em junho de 1916.

## 1917
- O Japão apresenta as “Vinte e Uma Exigências” que, é apenas parcialmente aceita por Pequim;
- A China declara guerra à Alemanha.
- um golpe militar em Cantão faz com que Sun Yat-sen exerça novamente a presidência. Mas a situação do governo central esta deteriorada, visto que, o governo de Sun não controlava mais do que uma porção reduzida do território; o controle do país passa de fato às mãos dos “senhores da guerra”.

## 1919
- O Tratado de Versalhes permite ao Japão controlar o território alemão de Shantung. A China não recebe nada. Como resposta, para de comprar produtos ingleses e japoneses e busca a ajuda da Rússia. A Rússia devolve territórios à China apreendidos durante no século anterior.

- 4 de maio: tem início o  Movimento de Quatro de Maio, um movimento social chinês, surgido na raiz dos protestos dos estudantes na Praça de Tian'anmen de Pequim.

## 1921
- Surge o Partido Comunista Chinês, que logo começaria a crescer.

## 1922
- Os nacionalistas do Kuomintang não conseguem subjugar os poderosos “senhores da guerra”.

## 1924
- Sun convida o Partido Comunista para se juntar ao recém formado Exército Nacional Revolucionário Chinês; forma-se a Primeira Frente Unida com o apoio da Comintern.

## 1925
- Sun Yat-sen morre. Chiang Kai-shek torna-se líder do Kuomintang.

## 1926
- A Expedição do Norte, contra os senhores da guerra no norte do país, derivam em grande sucesso.

## 1927
- Chiang inicia ataques ao Partido Comunista. As "patrulhas da morte" do Kuomintang são lançadas sobre os comunistas em Cantão, matando 6.000 pessoas. Ocorrem massacres similares em Xangai e em outras grandes cidades.

- Mao Tse-tung torna-se líder do Partido Comunista, e leva o que resta do Partido Comunista para as montanhas de Kiangsi e institui um soviete para reconstruir o partido e iniciar uma guerra civil contra o Kuomintang.

## 1928
- Chiang entra em Pequim e se torna o novo governante da China. Acredita que o país precisa de um líder militar forte e decide se livrar de seu único rival, o Partido Comunista.

## 1931
- Chiang lança uma série de campanhas de extermínio para derrotar os comunistas em Kiangsi. Em resposta, o exército do Partido Comunista - o Exército de Libertação Popular - usa táticas de guerrilha.

- maio: Proclamação do "governo independente" de Cantão.

- setembro: O Japão invade a Manchúria, uma das regiões mais ricas e desenvolvidas economicamente, situada ao Norte da China. Chiang decide enfrentar o Exército Vermelho antes dos japoneses.

- novembro: O PCC proclama a República Soviética da China em Kiangsi, controlando seis distritos. A China Soviética declara guerra ao Japão.

## 1934
- Chiang organiza uma expedição de 500 mil homens apoiados por aviões militares contra as bases do PCC (a China Soviética).

- outubro: o "Exército Vermelho Chinês" do PCC sofre várias derrotas. A China Soviética é derrotada; os partidários do PCC devem retirar-se de Hunan e de Kiangsi: começa a Longa Marcha, de mais de 100 mil homens.

## 1935
- outubro: a Longa Marcha termina em Shensi.

- O PCC reorganiza seu Exército e executa na região algumas medidas que lhe valem o apoio camponês.

- O congresso do PCC escolhe Mao Tse-tung como secretário-geral; cai a influência da Internacional Comunista no PCC.

- Dos 100 mil que partiram, apenas 9 mil terminaram a Longa Marcha.

## 1936
- dezembro: Incidente de Xi’an: Chiang é detido quando suas tropas exigem lutar contra os japoneses e não contra os comunistas. Liberado por intervenção da URSS, negocia com o representante do PCC, Zhou Enlai, a Segunda Frente Unida contra o Império do Japão.

## 1941
- janeiro: um incidente com o 4° Exército do PCC acaba com a Frente Unida. O PCC consolida suas bases regionais no Norte da China. O Japão entra em guerra com os Estados Unidos, a partir do ataque a Pearl Harbor, base naval norte-americana no Pacífico.

## 1942
- PCC começa um movimento pela reforma agrária no Norte; as regiões controladas pelos "vermelhos" abarcam 100 milhões de pessoas.

## 1945
- agosto: O Japão rende-se aos Aliados.
- Disputa entre o PCC e o KMT para ocupar os territórios abandonados pelos japoneses; os Aliados facilitam uma ponte aérea ao KMT (reconhecido como governo legal, inclusive pela URSS) para ocupar o Norte, que se encontra sob risco de passar para o controle total do PCC.
- Chiang reprime o movimento operário nas cidades retomadas ao Japão, notadamente uma greve geral em Xangai.
- As negociações entre KMT e o PCC são rompidas.

## 1946
- Missão Marshall, a tentativa de formar um "governo de união nacional", fracassa pela intransigência de Chiang e Mao. Porém, o PCC restitui a Manchúria ao KMT.
- Reinicia-se, logo depois, a guerra civil chinesa.
- julho: Chiang dá início à sua ofensiva, contando com um grande exército (500 aviões, boa parte pilotados por americanos).

## 1947
- março: Começa a Campanha do Noroeste pelas tropas de Mao, que irá até junho de 1949.

## 1948
- novembro: Lin Piao completa a conquista da Manchúria, onde os nacionalistas perderam meio milhão de homens, muitos dos quais desertaram para o lado comunista.

## 1949
- outubro: após a completa vitória militar do Exército de Libertação Popular contra o KMT, é proclamada a República Popular da China (RPC), com capital em Pequim.
- Os nacionalistas, sob Chiang Kai-shek, retiram-se para Taiwan (ilha de Formosa).
- dezembro: Mao visita a URSS até 4 de março de 1950, assinando, com Stalin, o Tratado de Amizade, Aliança e Ajuda.

## 1951
- fevereiro-maio: Lei de castigo dos contra-revolucionários, campanha nacional contra a intervenção norte-americana na Coreia (Guerra da Coreia).
- maio: as tropas chinesas anexam o Tibete.